# Булевий вираз
В інформатиці бу́левий ви́раз (логі́чний ви́раз) — це вираз, що використовується в мовах програмування, що створює логічне значення при обчисленні. Булеве значення є або true (пра́вда), або false (хи́бність).
Логічний вираз може складатися з комбінації булевих констант правди́вого чи хи́бного типів булевих змінних, булевих операторів та функцій булевого значення.
Булеві вирази відповідають пропозиційним формулам у логіці та є частковим випадком булевих схем.

## Логічні оператори
Більшість мов програмування мають логічні оператори АБО, І та НЕ (англ. OR, AND, NOT); на мові С та деяких нових мов вони представлені символом "||" (символ подвійної труби), «&&» (подвійний амперсанд) та «!» (знак оклику) відповідно, тоді як відповідні побітові операції представлені "|", «&» та «~» (тильда). У математичній літературі часто використовуються символи «+» (плюс), " · " (крапка) та надбарка, або «∨» (чашка), «∧» (ковпачок) та «¬» або «′» (prime) .

## Приклади
- Вираз 5 > 3 оцінюється як правда.
- Вираз 3 > 5 оцінюється як хибність.
- 5>=3 і 3<=5 це еквівалентні булеві вирази, обидва з яких оцінюються як true .
- typeof true і typeof false повертає boolean
- Звичайно, більшість булевих виразів будуть містити принаймні одну змінну (X > 3), а часто і більше (X > Y).